# Butelka filtrująca

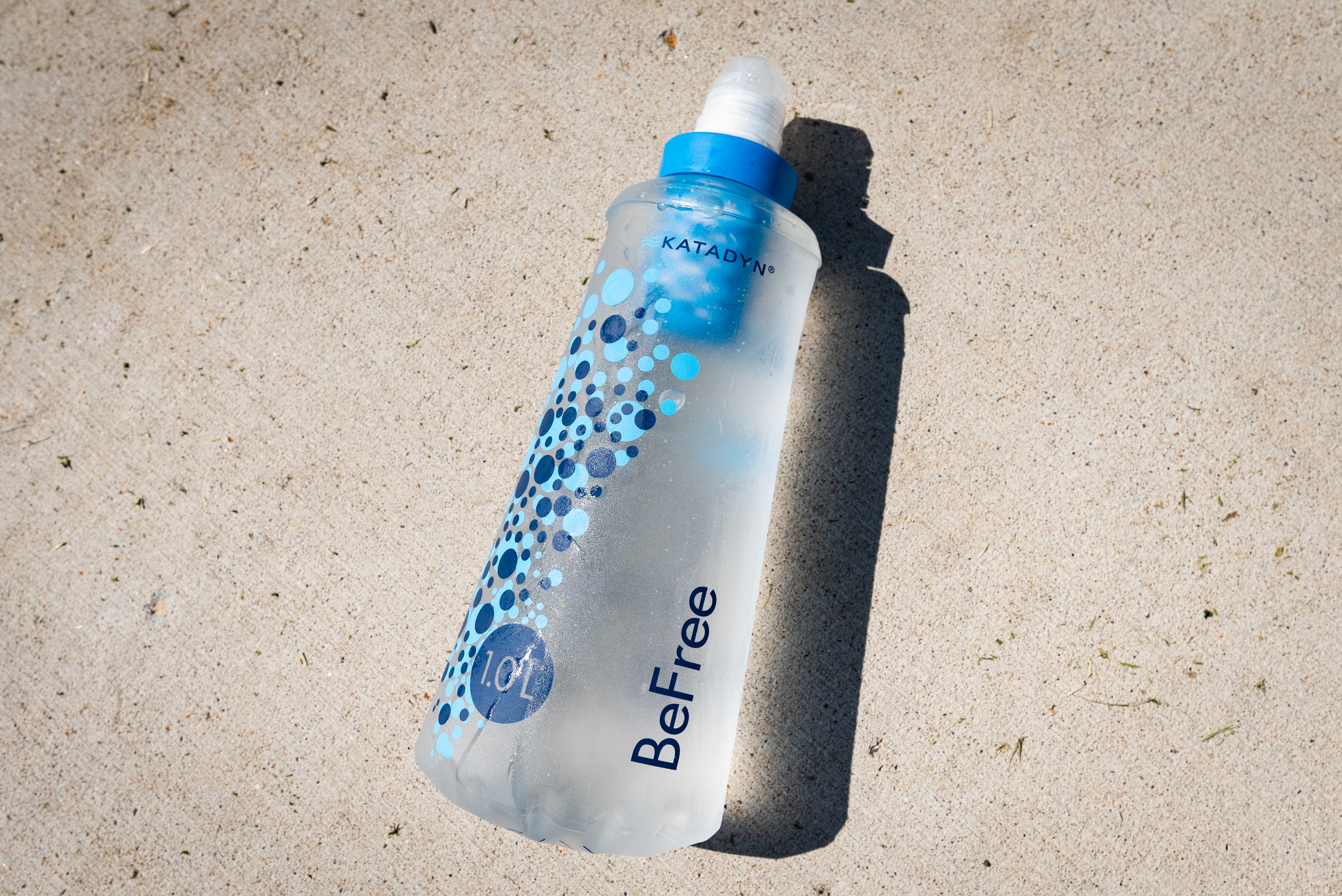
Butelka filtrująca o pojemności 1 litra

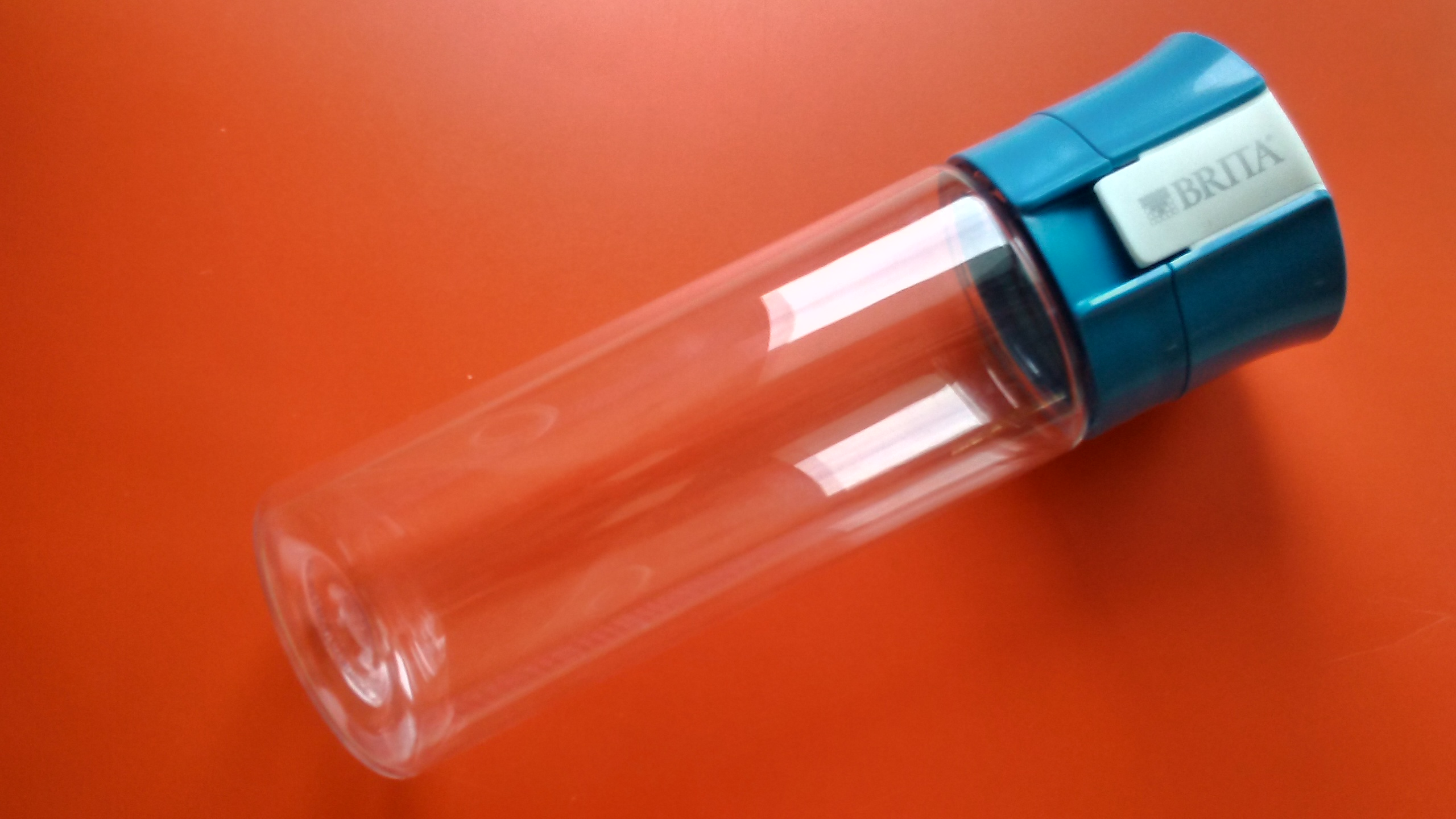
Butelka Brity filtrująca wodę

Butelka filtrująca – butelka wielorazowego użytku, zazwyczaj z zakrętką sportową zabezpieczoną osobno plastikową nakładką. Cechą charakterystyczną butelki jest znajdujący się w środku wymienny filtr oparty na węglu, który usuwa z wody chlor i związki organiczne, w związku z czym do butelki można nalewać wodę kranową. Filtr trzeba wymieniać zazwyczaj co miesiąc lub 150 litrów wody – niektóre butelki posiadają system pozwalający oznaczyć datę wymiany filtra. Zewnętrzna obudowa filtrów i nakrętki są dostępne w wielu kolorach, które można wymieniać. Część producentów oferuje także możliwość grawerowania napisów.
Butelki występują zazwyczaj w rozmiarach 300, 500 i 700 mililitrów, pojawiają się także większe konstrukcje.